# Natation synchronisée aux Jeux olympiques d'été de 2016
Navigation
Londres 2012 Tokyo 2020
Les compétitions de natation synchronisée aux Jeux olympiques d'été de 2016 se déroulent du 14 au 19 août 2016 au Parc aquatique Maria-Lenk de Rio de Janeiro.

## Épreuves
Deux épreuves de natation synchronisée sont au programme :
- Duo
- Ballet

## Résultats

### Duo

#### Qualifications
| Rang | Pays               | Nageuses                                       | Technique | Libre   | Total    |
| ---- | ------------------ | ---------------------------------------------- | --------- | ------- | -------- |
| 1    | Russie             | Natalia Ishchenko & Svetlana Romashina         | 96.4577   | 98.0667 | 194.5244 |
| 2    | Chine              | Huang Xuechen & Sun Wenyan                     | 95.3688   | 96.0667 | 191.4355 |
| 3    | Japon              | Yukiko Inui & Risako Mitsui                    | 93.1214   | 94.4000 | 187.5214 |
| 4    | Ukraine            | Lolita Ananasova & Anna Voloshyna              | 93.1358   | 93.5333 | 186.6691 |
| 5    | Espagne            | Ona Carbonell & Gemma Mengual                  | 92.5024   | 93.7667 | 186.2691 |
| 6    | Italie             | Linda Cerruti & Costanza Ferro                 | 90.4412   | 91.1333 | 181.5745 |
| 7    | Canada             | Jacqueline Simoneau & Karine Thomas            | 89.2916   | 90.0667 | 179.3583 |
| 8    | France             | Margaux Chrétien & Laura Augé                  | 86.2824   | 86.8667 | 173.1491 |
| 9    | États-Unis         | Anita Alvarez & Mariya Koroleva                | 86.4612   | 86.4333 | 172.8945 |
| 10   | Grèce              | Evangelia Papazoglou & Evangelia Platanioti    | 85.3550   | 86.1000 | 171.4550 |
| 11   | Mexique            | Karem Achach & Nuria Diosdado                  | 84.9268   | 85.7333 | 170.6601 |
| 12   | Autriche           | Anna-Maria Alexandri & Eirini-Marina Alexandri | 85.0637   | 85.2667 | 170.3304 |
| 13   | Brésil             | Luisa Borges & Maria Eduarda Miccuci           | 83.3008   | 84.0333 | 167.3341 |
| 14   | Suisse             | Sophie Giger & Sascia Kraus                    | 83.3366   | 83.5667 | 166.9033 |
| 15   | Kazakhstan         | Alexandra Nemich & Yekaterina Nemich           | 81.4686   | 81.4000 | 162.8686 |
| 16   | Colombie           | Estefanía Álvarez & Mónica Arango              | 80.3363   | 80.4667 | 160.8030 |
| 17   | Grande-Bretagne    | Katie Clark & Olivia Federici                  | 80.7650   | 79.9667 | 160.7317 |
| 18   | République tchèque | Alžběta Dufková & Soňa Bernardová              | 80.0640   | 80.5333 | 160.5973 |
| 19   | Argentine          | Etel Sánchez & Sofia Sánchez                   | 79.4829   | 79.8333 | 159.3162 |
| 20   | Israël             | Anastasia Gloushkov & Ievgeniia Tetelbaum      | 79.4488   | 78.9000 | 158.3488 |
| 21   | Biélorussie        | Iryna Limanouskaya & Veronika Yesipovich       | 78.9913   | 79.0000 | 157.9913 |
| 22   | Slovaquie          | Nada Daabousová & Jana Labáthová               | 78.3607   | 77.7000 | 156.0607 |
| 23   | Égypte             | Samia Ahmed & Dara Hassanien                   | 76.5306   | 77.6000 | 154.1306 |
| 24   | Australie          | Nikita Pablo & Rose Stackpole                  | 73.6360   | 74.7667 | 148.4027 |

#### Finale
| Classement                          | Pays       | Nom                                          | Points   |
| ----------------------------------- | ---------- | -------------------------------------------- | -------- |
| Médaille d'or, Jeux olympiques      | Russie     | Natalia Ishchenko Svetlana Romashina         | 194.9910 |
| Médaille d'argent, Jeux olympiques  | Chine      | Huang Xuechen Sun Wenyan                     | 192.3688 |
| Médaille de bronze, Jeux olympiques | Japon      | Yukiko Inui Risako Mitsui                    | 188.0547 |
| 4                                   | Ukraine    | Lolita Ananasova Anna Voloshyna              | 187.1358 |
| 5                                   | Espagne    | Ona Carbonell Gemma Mengual                  | 186.6357 |
| 6                                   | Italie     | Linda Cerruti Costanza Ferro                 | 182.8079 |
| 7                                   | Canada     | Jacqueline Simoneau Karine Thomas            | 179.8916 |
| 8                                   | France     | Margaux Chrétien Laura Augé                  | 174.2491 |
| 9                                   | États-Unis | Anita Alvarez Mariya Koroleva                | 173.9945 |
| 10                                  | Grèce      | Evangelia Papazoglou Evangelia Platanioti    | 171.8550 |
| 11                                  | Mexique    | Karem Achach Nuria Diosdado                  | 170.9935 |
| 12                                  | Autriche   | Anna-Maria Alexandri Eirini-Marina Alexandri | 170.5970 |

### Ballet
| Classement | Pays      | Nageuses | Technique | Libre   | Total    |
| ---------- | --------- | --- | --------- | ------- | -------- |
| Or         | Russie    | Vlada Chigireva Natalia Ishchenko Svetlana Kolesnichenko Alexandra Patskevich Svetlana Romashina Alla Shishkina Maria Shurochkina Gelena Topilina Ielena Prokofieva | 97.0106   | 99.1333 | 196.1439 |
| Argent     | Chine     | Gu Xiao Guo Li Huang Xuechen Li Xiaolu Liang Xinping Sun Wenyan Tang Mengni Yin Chengxin Zeng Zhen                                                                  | 95.6174   | 97.3667 | 192.9841 |
| Bronze     | Japon     | Aika Hakoyama Yukiko Inui Kei Marumo Risako Mitsui Kanami Nakamaki Mai Nakamura Kano Omata Kurumi Yoshida Aiko Hayashi                                              | 93.7723   | 95.4333 | 189.2056 |
| 4          | Ukraine   | Lolita Ananasova Olena Grechykhina Daria Iushko Oleksandra Sabada Kateryna Sadurska Kseniya Sydorenko Anastasiya Savchuk Anna Voloshyna Olha Zolotarova             | 93.4413   | 95.1667 | 188.6080 |
| 5          | Italie    | Elisa Bozzo Beatrice Callegari Camilla Cattaneo Linda Cerruti Manila Flamini Francesca Deidda Mariangela Perrupato Sara Sgarzi Costanza Ferro                       | 91.1142   | 92.2667 | 183.3809 |
| 6          | Brésil    | Luisa Borges Maria Bruno Beatriz Feres Branca Feres Maria Clara Lobo Maria Eduarda Miccuci Lorena Molinos Lara Teixeira Pâmela Nogueira                             | 84.7985   | 87.2000 | 171.9985 |
| 7          | Égypte    | Leila Abdelmoez Samia Ahmed Nariman Aly Nour Elayoubi Jomana Elmaghrabi Dara Hassanien Salma Negmeldin Nada Saafan Nehal Saafan                                     | 76.9838   | 78.5667 | 155.5505 |
| 8          | Australie | Bianca Hammett Danielle Kettlewell Nikita Pablo Emily Rogers Cristina Sheehan Rose Stackpole Amie Thompson Deborah Tsai Hannah Cross                                | 74.0667   | 75.4333 | 149.5000 |

## Tableau des médailles
| Rang  | Nation | Or | Argent | Bronze | Total |
| ----- | ------ | -- | ------ | ------ | ----- |
| 1     | Russie | 2  | 0      | 0      | 2     |
| 2     | Chine  | 0  | 2      | 0      | 2     |
| 3     | Japon  | 0  | 0      | 2      | 2     |
| Total | Total  | 2  | 2      | 2      | 6     |